# Durham-Sud
Durham-Sud är en kommun i provinsen Québec i Kanada. Den ligger i regionen Centre-du-Québec, i den sydöstra delen av landet, 260 km öster om huvudstaden Ottawa.